# Pacifische pijltandheilbot
De Pacifische pijltandheilbot (Atheresthes stomias) is een straalvinnige vis uit de familie van schollen (Pleuronectidae) en behoort derhalve tot de orde van platvissen (Pleuronectiformes). De vis kan maximaal 84 cm lang en 2000 gram zwaar worden. De hoogst geregistreerde leeftijd 15 jaar.

## Leefomgeving
Atheresthes stomias is een zoutwatervis. De vis prefereert een polair klimaat en leeft hoofdzakelijk in de Grote Oceaan. De diepteverspreiding is 18 tot 900 m onder het wateroppervlak.

## Relatie tot de mens
De Pacifische pijltandheilbot is voor de visserij van groot commercieel belang. Voor de zeesportvisserij is de vis van minder groot belang.